# Гурзуфське сідло
Гурзу́фське сідло́ (крим. Gurzuf egeri; також Гурбє́т-Дерє́-Бога́з, крим. Ğurbet Dere Boğaz) — перевал в горах над Гурзуфом. Як стверджують науковці саме з цієї місцини, «випали» скелі Адалари і гігантський Кизил-Таш, який зупинився вище траси на Ялту. Перевал доступний для всюдихідного автотранспорту.

## Галерея

Мапа району Бабуган-яйли. Перевал Гурзуфське сідло — внизу карти